# Bergfried

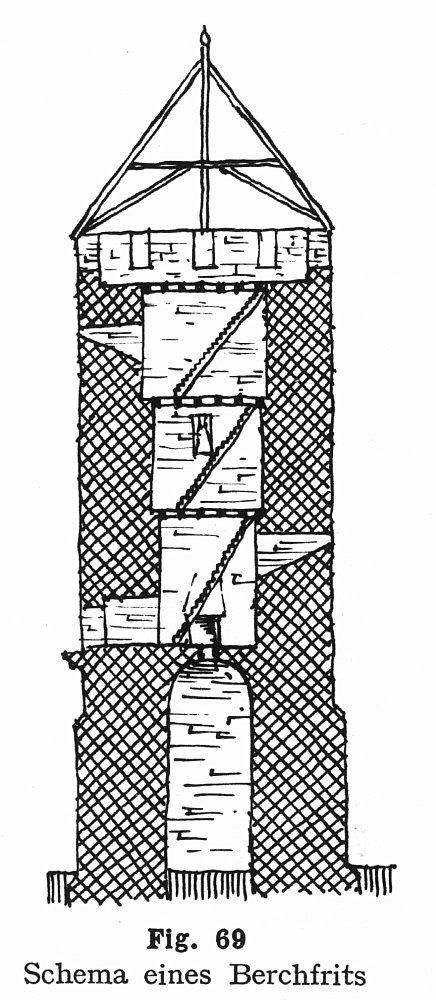
Een schematische tekening van een bergfried, gemaakt door Otto Piper in 1921.

Een bergfried of berchvrede is een eenvoudige verdedigingstoren uit de middeleeuwen, waarin niet gewoond werd.  
Het betreft een hoge toren, die meestal te vinden is in middeleeuwse kastelen in Duitstalige landen. Hij heeft een verdedigingsfunctie maar is niet ontworpen voor permanente bewoning zoals de middeleeuwse donjons die woontorens waren. Het woongedeelte van een kasteel met een bergfried bevindt zich vaak in een lagere toren, palas genoemd. 
De bergfried zelf is een rijzig bouwwerk met weinig binnenruimte en (bijna) geen ramen. Hij fungeerde als uitkijktoren en tijdens korte belegeringen als schuilplaats.
In de buurtschap Den Velde bij Hardenberg lag zo'n bergfried, "De Slingenbergh" geheten.

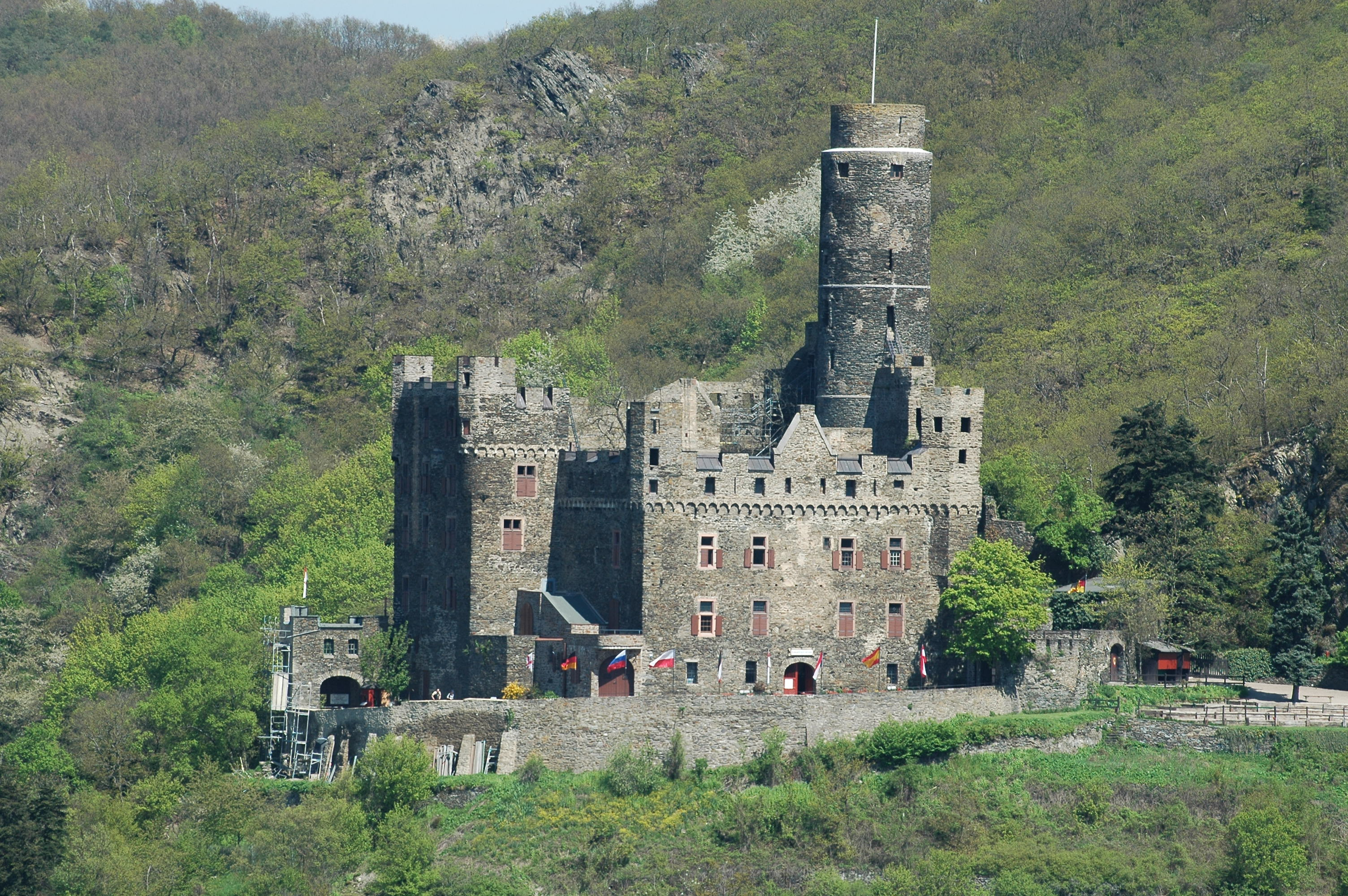
Burcht Maus met aan de rechterzijde een bergfried.
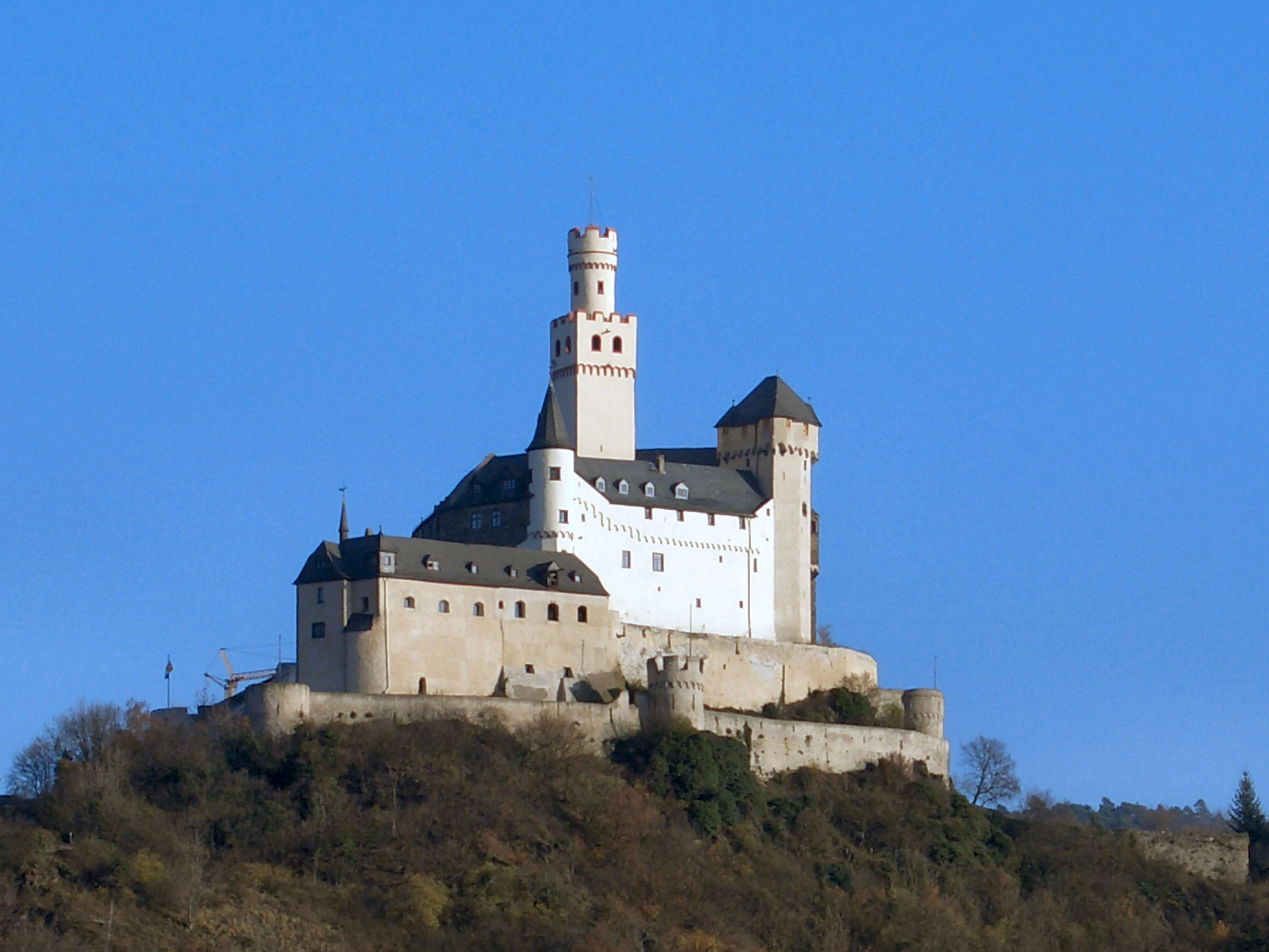
De hoogteburcht Marksburg met in het midden van de foto een bergfried.
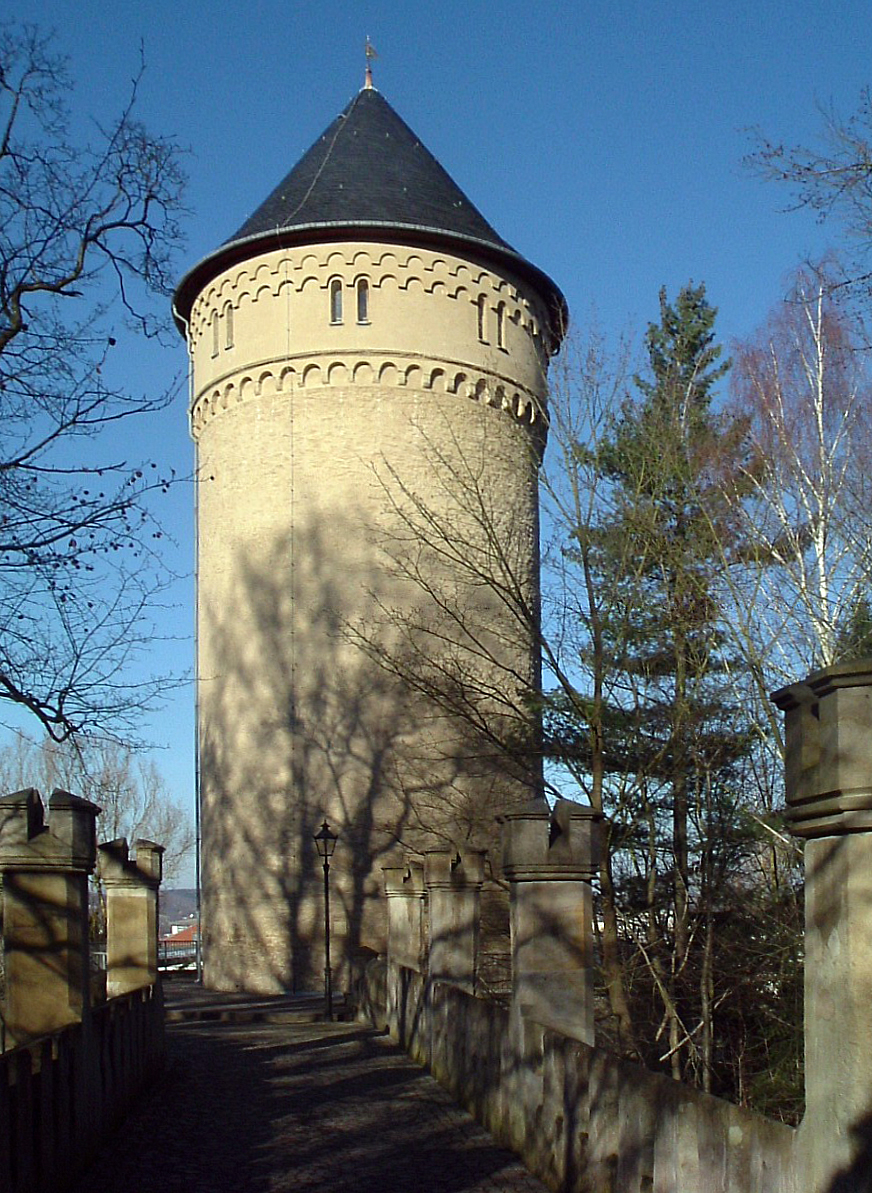
De bergfried van burcht Osterstein in Gera
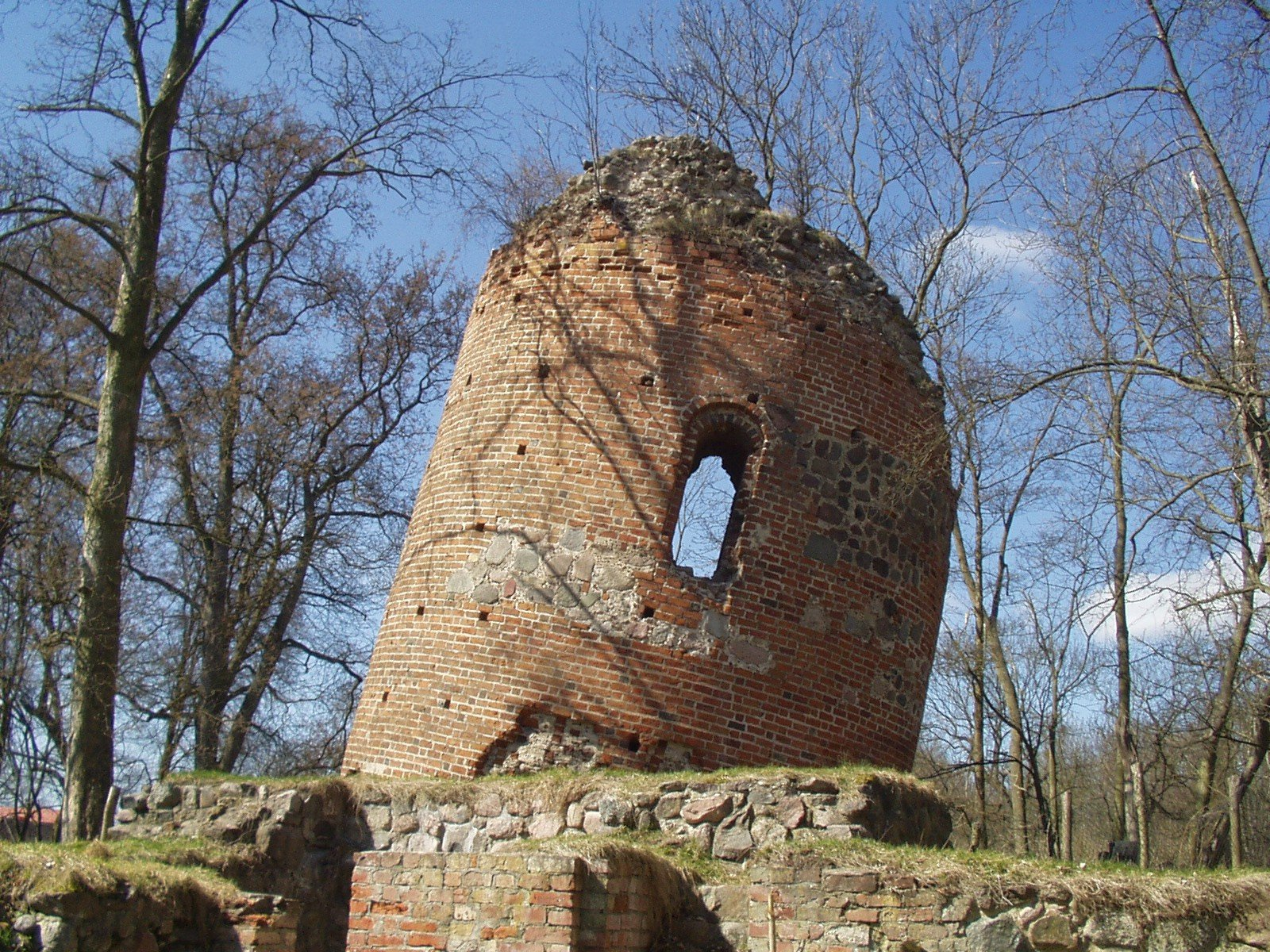
Een bergfried in de ruïnes van het kasteel Galenbeck.